# Johannes Flügge
Johannes Flügge, auch Flüggé, (* 22. Juni 1775 in Hamburg; † 28. Juni 1816 in Barmbek) war ein deutscher Botaniker. Sein offizielles botanisches Autorenkürzel lautet „Flüggé“.

## Leben und Wirken
Er war der Sohn von Benedict Gilbert Flügge (1740–1792), seit 1770 Pastor an der Hauptkirche St. Michaelis in Hamburg. Flügge studierte Medizin und Naturgeschichte in Jena, Wien und Göttingen und wurde 1800 in Erlangen zum Dr. phil. promoviert. Er befasste sich schon als Student intensiv mit Botanik. In Göttingen war er mit dem späteren Chemieprofessor Friedrich Stromeyer befreundet, mit dem er eine botanische Sammelreise 1801 nach Frankreich (Pyrenäen) unternahm (die er allein nach Italien fortsetzte), und mit Heinrich Adolf Schrader. Einer Eingabe von Flügge war es nicht zuletzt zu verdanken, dass Schrader die Leitung des Botanischen Gartens in Göttingen von Georg Franz Hoffmann übernahm. Zuvor hatte sich Flügge geärgert, dass Hoffmann ihm trotz mehrfacher Bitten den Zugang zum Botanischen Garten verweigerte, Hoffmanns Vorgesetzte waren aber ebenfalls mit seiner Leitung unzufrieden. 1810 gründete Flügge den ersten Botanischen Garten in Hamburg als Aktiengesellschaft, den er dank ausgezeichneter Beziehungen zu anderen Botanikern schnell ausbaute. Er lag außerhalb der Stadtmauern an der Außenalster und wurde nur drei Jahre später 1813 während der Belagerung Hamburgs von Napoleonischen Truppen völlig zerstört. Johann Georg Christian Lehmann gründete 1821 einen neuen Botanischen Garten in Hamburg.
Flügge beschrieb eine Reihe von Süßgräsern (Poaceae) erstmals. Die Phyllanthaceae-Gattung Flueggaea ist nach ihm benannt.
Johannes Flügge war seit 1811 mit Karoline Auguste Preller verheiratet gewesen. Ihr Sohn August verstarb am 3. Dezember 1839 im Kreis Schleswig.
Ein Tagebuch unter anderem mit Einträgen zu seiner Frankreichreise ist in der Bibliothek des Botanischen Gartens in Hamburg. Flügges Bruder Benedict Gilbert (1777–1821) war Kaufmann und Weinhändler (ab 1804 in Kiel und auch in Bordeaux).

## Ehrungen
Nach Flüggé benannt ist die Gattung Flueggea Willd. aus der Familie der Phyllanthaceae, ebenso seit 1907 die Flüggestraße im Hamburger Stadtteil Winterhude.

## Schriften
- Graminum Monographiae. Pars 1, Paspalum, Reimaria, Hamburg 1810, Digitalisat.
  - Rezension: Wissenschaftliche Werke. Naturgeschichte. Allgemeine Literatur-Zeitung, Nr. 123, 5. Mai 1810, Sp. 33–36, Digitalisat.
  - Rezension: Heidelbergische Jahrbücher der Literatur. III. Jg., 3. Abt., Medicin und Naturgeschichte, Mohr u. Zimmer, Heidelberg 1810, VII. Heft, S. 356–366, Digitalisat
- Plan zur Anlegung eines botanischen Gartens nahe bey Hamburg. Hamburg 1810[9]